# Anomalon karlae
Anomalon karlae är en stekelart som beskrevs av Ian D. Gauld och Bradshaw 1997. Anomalon karlae ingår i släktet Anomalon och familjen brokparasitsteklar. Inga underarter finns listade i Catalogue of Life.